# Jules Miquel
Jules Miquel (ur. 1 kwietnia 1884 w Saint-Affrique – zm. 23 listopada 1966 w Millau) – francuski kolarz torowy, srebrny medalista mistrzostw świata.

## Kariera
Największy sukces w karierze Jules Miquel osiągnął w 1913 roku, kiedy zdobył srebrny medal w wyścigu ze startu zatrzymanego zawodowców podczas mistrzostw świata w Lipsku. W zawodach tych wyprzedził go jedynie jego rodak Paul Guignard, a trzecie miejsce zajął Niemiec Richard Scheuermann. Był to jedyny medal wywalczony przez Miquela na międzynarodowej imprezie tej rangi. Kilkakrotnie stawał na podium zawodów cyklu Six Days, nigdy jednak nie wygrał. W 1923 roku zdobył brązowy medal mistrzostw Francji w wyścigu ze startu zatrzymanego zawodowców. Nigdy nie wystąpił na igrzyskach olimpijskich.